# 奇斯特耶博雷
奇斯特耶博雷（羅馬化：Chistyye Bory）是俄罗斯科斯特罗马州的市级镇，属布伊区，地处科斯特罗马州西部，在区行政中心布伊东南、州府科斯特罗马东北方。科斯特罗马河一支流乔布扎河流经该河以南附近地区。
该地2021年人口有4,051人；2010年人口4,796；2002年人口5,056；1989年人口3,108。